# 潘文石
潘文石（1937年—），男，祖籍广东汕头，生于泰国曼谷。中国动物生态学家，北京大学生命科学学院教授、大熊猫及野生动物保护中心主任、崇左生物多样性研究基地主任。

## 生平
1937年生于泰国曼谷，祖籍广东汕头。侨眷。太平洋战争爆发前随父母回到汕头。1955年考入北京大学生物系，学的是动物遗传专业。1958年参加中国第一支珠穆朗玛峰探险队，因为严重的高山反应，未能登顶。1961年毕业后留校任教。1962年与同事合作撰写了80万字的《中国珠穆朗玛峰科学考察报告》。1960年代主要从事关于哺乳类和鸟类的生物多样性、系统分类、区系特征及生态适应的研究。1970年代开展小鸭病毒性肝炎和鸡的支原体病研究，具体包括病源学、病理学及流行病学等方面。1980年至1997年，在卧龙和秦岭对野生大熊猫进行了长达17年的研究；1996年开始研究广西濒危动物白头叶猴；2004年开始从事中华白海豚的保护工作。2015年在钦州发起成立钦州市文实中学，担任校长。

## 科学贡献
大熊猫（1980-1996）

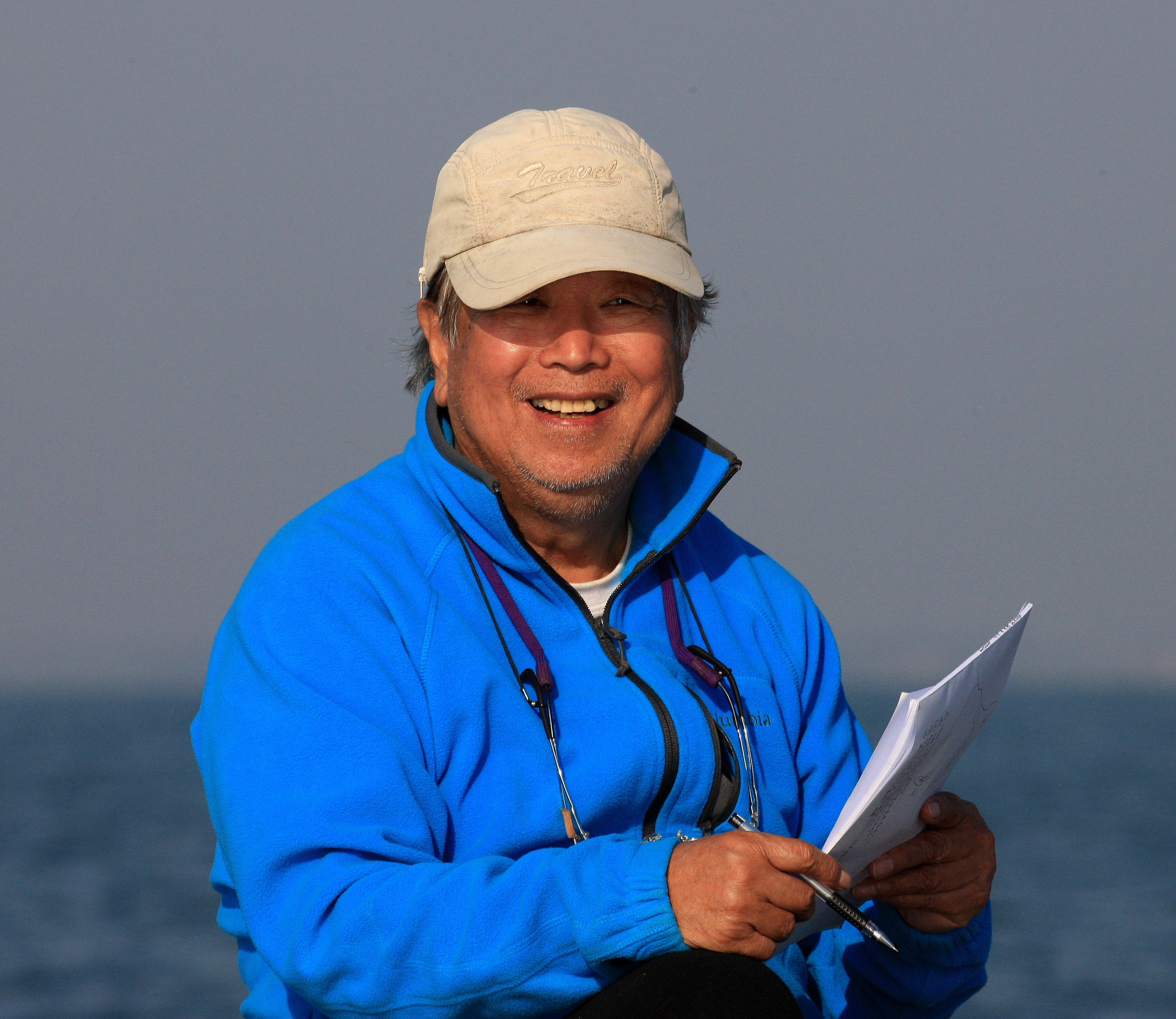

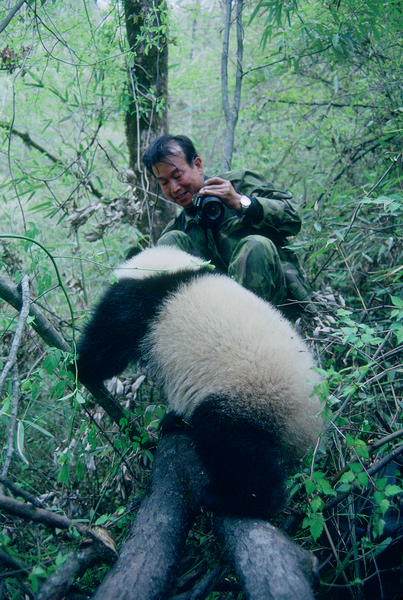

潘文石曾于1980年至1984年间，在四川卧龙研究大熊猫和竹子的关系问题。他认为大熊猫不能够经受竹子开花之害，强烈反对为野外饥饿的大熊猫建立饲养场的做法，这样会破坏熊猫正常的种群结构和生存环境。他的意见一时未被接受。潘文石非常焦急，于1984年10月亲自上书中央领导。同年11月，林业部决定停止饲养场计划。
从1984年开始，潘文石开始在秦岭腹地跟踪调查大熊猫踪迹。由于人类活动的不断增加，大熊猫已经从汉中平原挤进海拔1300米以上的深山，性格也变得非常胆小。他和团队为20多只大熊猫带上了无线电跟踪颈圈。他每天要经受高山寒冷的天气，曾数次摔倒受伤。1985年4月，潘文石的研究生曾周意外坠崖牺牲。但他没有放弃，顶住压力继续研究。
在秦岭调研的时候，他发现了大量竹林被滥砍滥伐的问题，于是上书领导层。1994年5月，砍伐全线停止；1995年，中国政府投资5500多万元人民币建立了长青自然保护区，并引入世界银行477万美元贷款，保护了大熊猫在秦岭南坡的最后一片栖息地。
1988年，他和团队整理出版《秦岭大熊猫的自然庇护所》，对大熊猫的社会结构和行为方式、婚配方式做出了详细介绍。自1993年起，他和吕植与美国生物学教授奥布莱恩合作，对不同地域的大熊猫的遗传基因作了研究。他们发现，大熊猫的DNA遗传多样性还没有下降到近亲繁殖的程度，不低于其它的哺乳动物，秦岭熊猫可能已通过瓶颈效应，有望迎来发展繁衍的新时代。
白头叶猴（1996-2004）
1996年11月，他前往中国南部边陲的广西崇左、扶绥一带考察，主要研究珍稀动物白头叶猴的地理分布、种群数量和繁殖组群。1999年5月，崇左县政府与北京大学联合创建崇左生态公园，并在其内部建立了“北京大学崇左白头叶猴研究中心”。2000年10月，建立“北京大学崇左生物多样性研究基地”。
在这段时期的主要成果有：白头叶猴的种群主要分布在崇左县和扶绥县，其种群数量从1997年2月的94只发展到2002年5月的232只，其繁殖群社群组成为一夫多妻制。
他和小组一边进行科研，一边展开了一系列社会活动。1998年，帮助并促使崇左县政府拨款7万元人民币，为雷寨建设了清洁的饮水系统，从4公里以外的石山上把优质的山泉引入每一家住户。2000年在喀斯特石山区考察时，他发现过度砍伐导致的石山石漠化正飞速扩展。于是在当地村庄收集牛粪，现身说法，对村民们进行科普和环保教育。后来还提议在桂滇黔川石漠化山区修建沼气池工程。
中華白海豚（2004-2015）
2004年开始关注中華白海豚。同年在广西壮族自治区钦州市犀牛脚镇三娘湾成立“北京大学钦州中华白海豚研究基地”，担任主任。十年间一共收集到了数十万张中华白海豚照片，上千段视频及数千个GPS定位点，研究中华白海豚的活动范围、种群、季节性迁移、发情、交配、产仔、觅食等方面的情况。其种群数量从2004年的不足100只达到2016年的215-220只。

## 社会职务
1983年加入中国民主同盟，是民盟第七、八届中央委员会委员，第九届科技委员会委员。第十届全国政协委员。中国动物学会理事。中国生态学会理事。

## 荣誉
- 1990年 - 《大熊猫的故事》获第二届宋庆龄儿童文学奖二等奖[14]
- 1992年 - 首都劳动奖章[15]
- 1992年 - 全国五一劳动奖章
- 1994年 - 中华全国归国华侨联合会“爱国奉献奖”
- 1996年 - 荷兰“金方舟勋章（英语：Order of the Golden Ark）”[16]
- 1999年 - 世界自然基金会颁发的“鲍尔·盖提奖”
- 2000年 - 福特汽车环保奖；
- 2004年 - 全国师德标兵称号[17]
- 2010年 - “影响世界华人大奖”
- 2011年 - 北京大学首届年度“感动北大”人物
- 2014年 - 北京市“京华奖”特别荣誉奖
- 2018年 - 第九批“首都市民学习之星”[18]
- 2018年 - “中国自然好书奖”年度致敬奖[19]

## 出版物
论著有《大熊猫分类地位的探讨》、《秦岭大熊猫的自然庇护所》（1988年）、《白头叶猴自然史》等。代表性论文有《北京鸭病毒性肝炎血清型的初步鉴定》、《秦岭南坡蝶类区系研究》、《秦岭大熊猫的种群存活力分析》等。